# 工业烘干机

回转式烘干机

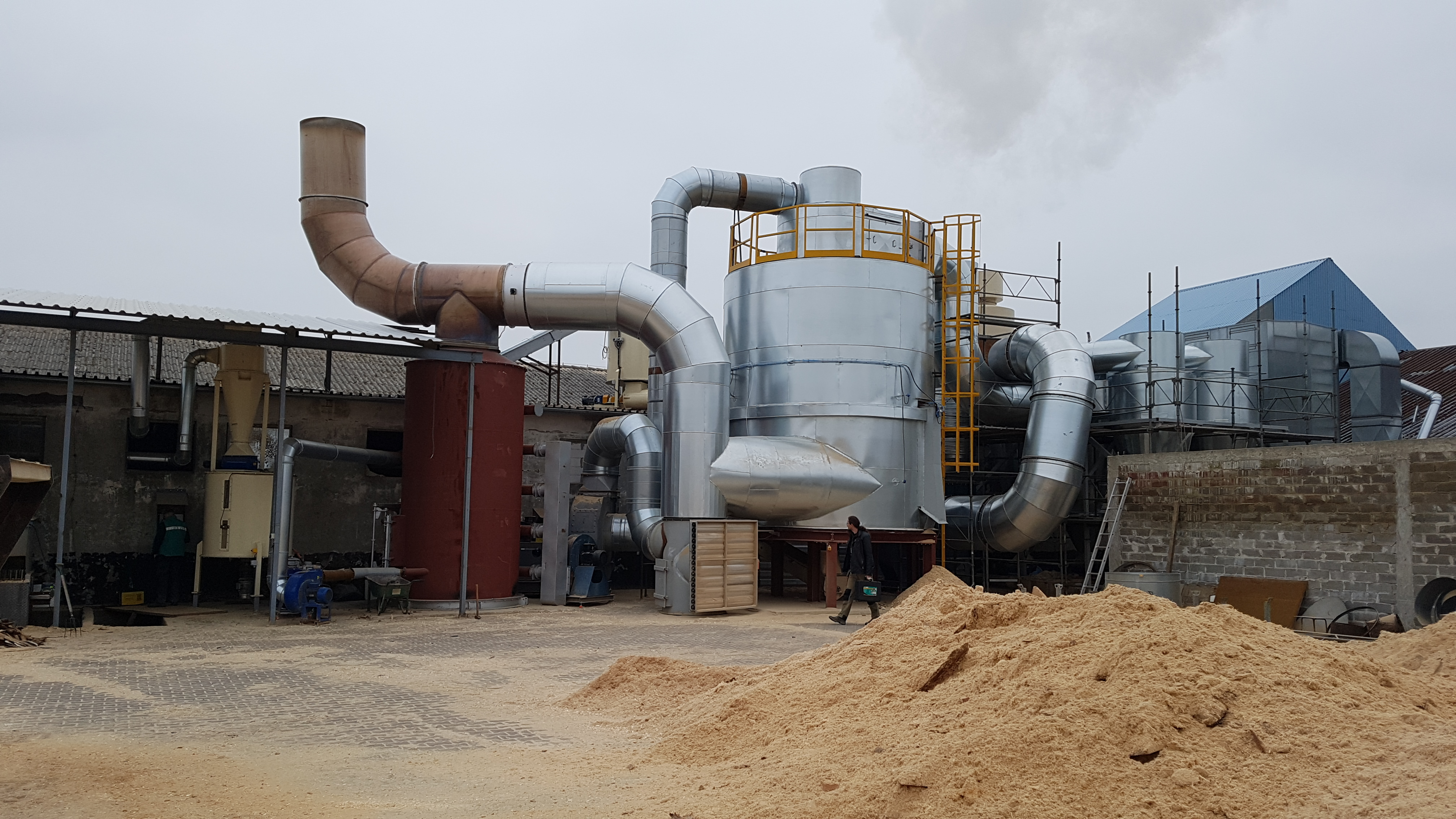
10 吨/小时 TORBED 木屑烘干机

工业烘干机（Industrial dryer）能够有效处理大量需要降低含水量的物料。根据需要烘干物料的规模和成分，工业烘干机分为很多不同的型号，专门为要处理的物料的类型和量而构建。最常见的工业烘干机类型是流化床烘干机、回转烘干机、滚床干燥机、悬浮/糊状烘干机、传导式烘干机、环形床或TORBED烘干机和分散式烘干机。在为任何特定应用确定正确的烘干机类型时，要考虑各种因素，包括需要烘干的物料、烘干工艺要求、生产要求、最终产品质量要求和可用的设施空间。